# Spaanse Revolutie (1936-1939)
De Spaanse Revolutie was de maatschappelijke en economische revolutie tijdens de Spaanse Burgeroorlog (1936–1939) waarbij een groot deel van de bedrijven in verschillende delen van Spanje werden overgenomen door de werknemers. Dit arbeiderszelfbestuur was onderdeel van de anarchistische antikapitalistische organisatieprincipes. Het zwaartepunt van het anarchistische arbeiderszelfbestuur lag in Catalonië en Aragón, maar ook in mindere mate in Castilië, Levante en Andalusië. Meestal was het arbeiderszelfbestuur gebaseerd op de principes van het collectief-anarchisme en in een klein aantal gevallen was het gebaseerd op het anarchocommunisme.
De grote aanjager van de coöperaties (ook wel collectieven of associaties genoemd) was de anarchosyndicalistische vakbond Confederación Nacional del Trabajo (CNT). Ook werd het gesteund door de antistalinistische Partido Obrero de Unificación Marxista (POUM). In totaal waren er ongeveer 1,8 miljoen arbeidskrachten die werkten in arbeidersassociaties. Tegenstanders van het arbeiderszelfbestuur bestonden uit aanhangers van de nationalistische kamp en bepaalde groepen binnen de republikeinse kamp, namelijk de Communistische Partij van Spanje, Spaanse Socialistische Arbeiderspartij en de liberale republikeinen.

## Achtergrond
De Spaanse parlementsverkiezingen van februari 1936 werden gewonnen door het Volksfront. Na de verkiezingen vormden liberale republikeinen samen de regering van de Tweede Spaanse Republiek. De regering werd in het parlement gesteund door socialistische partijen en de communistische partij. Deze minderheidsregering kon daardoor in vele gevallen rekenen op een meerderheid in het parlement. Tegenstanders van de regering begonnen in mei 1936 een staatsgreep te organiseren onder leiding van generaal Emilio Mola. Onder leiding van Emilio Mola, José Sanjurjo en Francisco Franco werd de Spaanse staatsgreep van juli 1936 uitgevoerd. De coupplegers bestonden uit fascistische falangisten, carlisten, alfonsisten, CEDA en militairen. Deze staatsgreeppoging veroorzaakt de Spaanse Burgeroorlog.

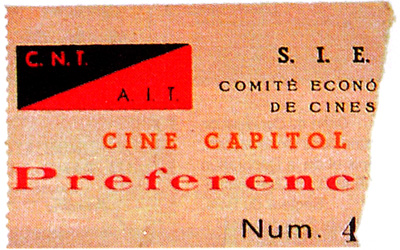
Kaartje van een gecollectiviseerde bioscoop.

De liberalen, anarchisten, socialisten, communisten en autonomiebewegingen in Catalonië en Baskenland verzetten zich tegen de staatsgreep. Voornamelijk in Catalonië en delen van Aragón waren de CNT-leden maatgevend voor het succes van het afslaan van de nationalistische coupplegers. De CNT is in 1910 opgericht en had volgens politiedocumenten uit 1935 toen ongeveer 1,58 miljoen leden. De Spaanse nationalistische coupplegers vielen Barcelona op 17 juli 1936 aan. De anarchisten namen wapens uit het legerdepot en verjaagden samen met loyalistische soldaten de nationalistische soldaten uit Barcelona. Op 19 juli waren de meeste gevechten voorbij. Grote delen van de industrie in Catalonië werd onder arbeiderszelfbestuur gebracht, zoals die van textiel, voedselverwerking, glas, metaal, chemie, houtbewerking, maar ook de nutsvoorzieningen. Ook diensten zoals gezondheidszorg, openbaar vervoer, onderwijs, kappers, horeca, theaters en bioscopen werden door de arbeiders zelf via associaties georganiseerd. Ook de landbouw werd in grote delen van Spanje georganiseerd volgens anarchistische principes.

## Organisatie
Bij veel bedrijven waren de eigenaar of het management gevlucht na de nederlaag van de nationalisten in republikeins behouden gebied. Bij deze bedrijven werden arbeiderscomités opgericht om de productie voort te zetten. Zij werden bijgestaan door de vakbonden CNT en UGT. Het leiderschap van de UGT stond over het algemeen negatief ten opzichte van het omvormen van privébedrijven naar coöperaties, maar veel leden van plaatselijke afdelingen van de UGT steunden het arbeiderszelfbestuur. Op zijn hoogtepunt waren er in Catalonië en Aragón ongeveer 70% van de arbeidskrachten betrokken bij coöperaties. Er waren bijna 800.000 landbouwers en meer dan één miljoen mensen in de industrie werkzaam bij de collectieven in heel Spanje. Bij niet-gecollectiviseerde fabrieken werden controlerende raden geïntroduceerd waar de werknemers vanuit hun midden afgevaardigden kozen om toe te zien op de productie.
Het anarchosyndicalisme is de anarchistische stroming dat een anarchistische samenleving wil verwezenlijken door de arbeiders en boeren te verenigen in vakbonden die zowel streeft voor hogere lonen en verbeterde arbeidsomstandigheden tijdens het kapitalisme, als streeft naar een antikapitalistische anarchistische samenleving. In eerste instantie was het collectief-anarchisme van Michail Bakoenin bij de meerderheid het hoofddoel van het anarchosyndicalisme, maar rond 1920 werd het anarchocommunisme van Peter Kropotkin populairder. De meeste Spaanse aanhangers van het anarchocommunisme dachten dat eerst het collectief-anarchisme zou ontstaan en dat deze geleidelijk en vrijwillig zou overgaan naar het anarchocommunisme. In tegenstelling tot andere voorstanders van het collectief-anarchisme en het anarchocommunisme zouden bij het anarchosyndicalisme de federatie van de associaties geïntegreerd zijn in de anarchosyndicalistische vakbondstructuur.

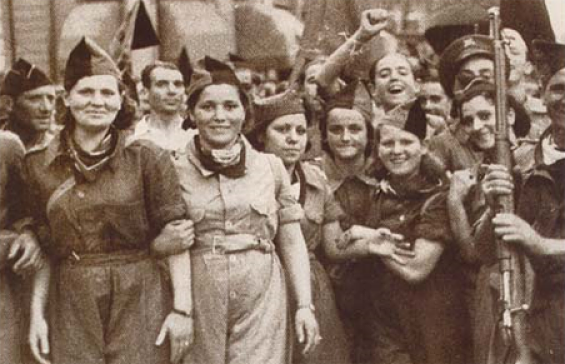
Vrouwelijke leden van een CNT-militie in juli 1936.

Tijdens de revolutie werd gelijkheid van man en vrouw gepromoot. Een belangrijke anarchafeministische organisatie was de Mujeres Libres met ongeveer 30.000 leden die onder andere scholen oprichtten. Bij de republikeinse troepen en anarchistische milities werden vrouwen toegelaten als strijders. Ten hoogstens duizend vrouwen vochten direct aan het front, terwijl duizenden vrouwen een ondersteunende rol speelde bij het oorlogswezen.
Door de anarchistische jeugdbeweging Juventud Libertaria van Barcelona werd een volksuniversiteit opgericht, waar het dagelijkse bestuur bestond uit gedelegeerden van leraren, ouders en studenten.

### Industriële collectieven

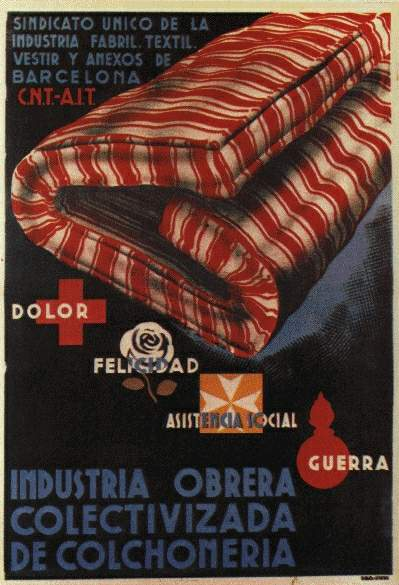
Poster van de CNT over arbeiderszelfbestuur in textielfabrieken.

De belangrijkste industrie in Catalonië was de textielindustrie met een kwart miljoen werknemers. Hiervan waren er 170.000 personen lid van de CNT en 60.000 bij de UGT. In vele textielfabrieken werd het arbeiderszelfbestuur ingevoerd. De arbeiders kozen vanuit hun midden een bedrijfsraad en er werd een textielfederatie opgericht van alle fabrieken. Textielfabrieken met buitenlandse investeerders werden niet onder arbeiderszelfbestuur gebracht. Hier werden wel controleraden ingevoerd waar de arbeiders de handelingen van het bedrijfsbestuur controleerden. De federatie regelde de gezamenlijke buitenlandse inkoop van grondstoffen, waardoor veel geld werd bespaard. Vanuit deze textielfederatie werden verschillende klinieken en crèches gebouwd en de arbeidsomstandigheden werden verbeterd. Alle gekozen afgevaardigden waren op iedere moment afzetbaar.
De glasindustrie werd voor het grootste deel overgenomen door de loonarbeiders. De glasindustrie had veel geleden onder de economische crisis. Voor de revolutie was de concurrentie moordend en dat zorgde voor slechte arbeidsomstandigheden en lage lonen. Zo waren er 400 van de 1000 arbeiders werkloos, terwijl vele werkenden slechts drie dagen in de week konden werken. De ondernemers leefden voor de burgeroorlog in armoede en werkten zij aan zij met de arbeiders. Veel ondernemers in de glasindustrie voerden om die reden in de meeste gevallen geen verzet tegen arbeiderszelfbestuur. Na de overname van de glasbedrijven door de arbeiders werd er besloten om de glasindustrie te centraliseren. Het aantal werkplaatsen werd van 100 tot 29 teruggebracht. De 400 werklozen konden weer aan het werk. Het arbeiderszelfbestuur leidde tot loonsverhogingen en tot kwaliteitsverbetering in plaats van overproductie.
Na 19 juli namen de arbeiders de melkindustrie over. De tussenhandel beheerste voor de burgeroorlog de gehele melkindustrie en betaalde de boeren vaak maanden later voor hun producten. Na overname door de arbeiders werden de boeren elke week uitbetaald en de schulden van de vorige eigenaars werden afbetaald. De arbeiders organiseerden zich in associaties die de fabrieken bestuurden. Alle melkfabrieken federaliseerden zich en iedere fabriek koos gezamenlijk afgevaardigden voor deze federatie. Er werden koelinstallaties op een aantal punten in Catalonië gebouwd waar de boeren hun melk konden brengen. Het aantal melkverwerkende fabrieken werd van 60 teruggebracht tot 9 ter verbetering van de efficiëntie, hygiëne en arbeidsomstandigheden. De overgebleven fabrieken werden vergroot.
De industriële federaties verenigden zich in de Economische Raad om onder andere de onderlinge handel te regelen. Via de Economische Raad werd een wapenindustrie opgericht in Catalonië. Voor 1936 waren er geen wapenfabrieken in Catalonië. Tijdens de revolutie werden er 290 wapenfabrieken opgezet met een totaal van 80.000 arbeiders. Er werd munitie, granaten en bewapende vrachtauto’s geproduceerd. De arbeiders hadden de zeggenschap over de bedrijven en besloten om in plaats van 48 uur nu 56 uur te gaan werken om wapens te produceren voor de strijd tegen Franco.
Het overgrote deel van de anarchistische organisaties waren georganiseerd volgens het collectief-anarchisme. In een paar middelgrote provinciesteden werd het anarchocommunisme gedeeltelijk ingevoerd. Vaak werd er wel nog gebruik gemaakt van geld en werd uitbetaald naar de behoefte per gezin, terwijl in sommige plaatsen geld werd vervangen door gezinsboeken. Een voorbeeld hiervan is de Catalaanse stad Granollers met 18.000 inwoners. De tussenhandel werd afgeschaft zodat de boeren gezamenlijk hun producten direct aan de stad konden verkopen. Er werden vijf gemeentelijke depots opgericht, waar alle levensmiddelen werden verkocht. De distributie werd via stempels in gezinskaarten gedaan. De 18 textielfabrieken verenigden zich in controlerende raden die elke week overleg had met de gemeenteraad. Ook in Amposta, Vilanova i la Geltrú en Moncadawerd een soortgelijke organisatie opgezet.

### Diensten
Bijna alle kapperszaken in Barcelona werden door de werknemers overgenomen met medewerking van de meerderheid van de werkgevers. De kappersfederatie van Barcelona met 3100 leden zag centralisering als de oplossing voor de slechte werkomstandigheden, lage lonen, hoge werkloosheid, harde concurrentie en slechte huisvesting. Veel kappersbedienden waren door de crisis werkloos geraakt, terwijl andere kappers tot in de nacht overwerkten. Bij de fusie werden ongeveer 900 van de 1150 kapperszaken in Barcelona opgeheven. De kappers en materieel werden over de overgebleven kappersfilialen verdeeld. Hierdoor werd de werkdruk verlaagd, werkloosheid verminderd en hoefden ze niet meer over te werken. De centralisatie bespaarde 150.000 Spaanse peseta’s per maand. Dit geld werd gebruikt voor de verbetering van de diensten en in oktober 1936 kwam er een loonsverhoging.
Het particuliere trambedrijf van Barcelona met ruim 3.000 personen in dienst werd op 21 juli 1936 onder arbeidszelfbestuur gesteld. Het bleek dat de directie voor de couppoging de stad had verlaten met de geldkas. Gelijk na de couppoging begonnen de tramarbeiders de trams en tramrails te herstellen. Op 24 juli begonnen de trams weer te rijden. Vele trams werden geverfd in de kleuren van de CNT: rood en zwart. In augustus 1936 schafte de bedrijfsraad de hoge loonschaal voor administratief werk af, terwijl de lagere lonen werden verhoogd. De vroegere elf looncategorieën werden verminderd naar vier. Een pensioenleeftijd van 60 jaar werd ingevoerd. De werkweek werd in een algemene vergadering van alle leden op 48 uur gezet. Onder arbeidersleiding stegen de loonuitgaven en onderhoudsuitgaven. Echter het overschot steeg aanzienlijk. Dit kwam omdat in 1935 was 84% (2.950.080 peseta’s) van het overschot bestemd voor de aandeelhouders, tantièmes, rente van obligaties enzovoort. Door het tekort aan benzine voor auto’s en taxi’s steeg de dagelijkse reizigersaantallen met ongeveer 50.000 personen. Er werd geld geschonken aan andere collectieven, zoals 865.000 peseta’s aan de busonderneming, 400.000 peseta’s aan de metro en 100.000 peseta’s aan de havenarbeiders.
Enkele dagen na de nederlaag van Franco’s troepen in Barcelona werden de spoorwegen door de arbeiders overgenomen. Gelijk werd de dienstregeling aangepast om troepen en materiaal naar de arbeidersmilities aan het Aragónfront te sturen. Iedere station koos een comité die daar de zaken regelden. Door alle arbeiders werd de bedrijfsraad gekozen.

### Landbouw
Voor de revolutie waren er 1,2 miljoen kleine boeren die ieder minder dan 10 hectare grond bezaten. Zij hadden samen 6 miljoen hectare landbouwgrond. De honderdduizend grootgrondbezitters bezaten samen 12 miljoen hectare. De grootgrondbezitters lieten veel grond braak liggen om de voedselprijzen hoog en de lonen laag te houden.
De landbouwgrond, vee en werktuigen van de grootgrondbezitters werden na 17 juli 1936 door de landarbeiders overgenomen. De landarbeiders organiseerden zich eerst in CNT-comités die via vergaderingen de collectivisatie organiseerden. De landarbeiders konden kiezen of dat ze de grond individueel bewerkten of gezamenlijk via landbouwcollectieven. Ongeveer 90% van de agrarische loonarbeiders die de grootgrondbezitters onteigenden kozen voor lidmaatschap van landbouwcollectieven. Veel kleine boeren met eigen grond werden lid van de landbouwassociaties, waarbij diens grond toe werden gevoegd aan het land van het collectief. Naast idealistische redenen kozen de onafhankelijke boeren voor aansluiting bij collectieven voor de toegang tot meer en betere landbouwwerktuigen. Bij een landbouwcollectief was de grond het collectieve eigendom van alle leden en zij bewerkten de grond gezamenlijk, waarbij de arbeidsuren werden omgezet in geld of arbeidswaardebonnen. De meeste collectieven volgden de principes van het collectief-anarchisme, maar sommige dorpen voerden het anarchocommunisme in. In deze dorpen werd geen geld meer gebruikt en de lonen van de arbeiders werden uitbetaald in coupons naargelang de grootte van het gezin. Overvloedige goederen konden gratis genomen worden, terwijl andere goederen gekocht konden worden in het gemeenschappelijke magazijn van het dorp met coupons. De dorpen die het anarchocommunisme handelden met andere dorpen met behulp van geld uit de dorpskas of via ruilhandel.
Er werden landbouwscholen opgericht en irrigatiesystemen werden aangelegd. De collectieven kochten zaadgoed gezamenlijk in, wat leidde tot een lagere inkoopprijs. In sommige gevallen werden nieuwe ploegen en machines gekocht. De nieuwe ploegen gingen dieper de grond in, waardoor de vruchtbaarheid en dus de opbrengst steeg. De stedelijke industrie leverde landbouwwerktuigen aan de boeren. Veel landbouwcollectieven gaven overgebleven voedsel gratis weg aan distributiecomités in de steden of de milities. Onderwijs, pensioenen, gezondheidszorg en wegenbouw behoorden tot de taken van de plattelandsgemeentes. Er werd een federatie van dorpen gesticht. Armere gemeenschappen werden gesteund door het geven van machines en zaadgoed. Er werden door verschillende dorpen en steden nieuwe ziekenhuizen gebouwd.
In Aragón was ongeveer 75 procent van de gemeentes overgegaan tot het sociaal-anarchisme met een half miljoen leden in 450 landbouwassociaties. In Levante waren er ongeveer 900 associaties, die de helft van de provinciale landbouwproductie omvatte. In Castilië waren er ongeveer 300 collectieven met 100.000 leden. In Catalonië waren er 7.000 boeren lid van landbouwassociaties. Op zijn hoogtepunt waren er 800.000 mensen actief in de landbouwcollectieven.
Toetreden tot de collectieven gebeurde bijna altijd vrijwillig. In 20 dorpen in Aragón kwamen gevallen van gedwongen deelname aan collectieven voor, hoewel de CNT-leiding deze gedwongen organisaties soms terugdraaide. Hoewel toetreding tot collectieven vrijwillig was, kregen de onafhankelijke boeren wel te maken met een aantal beperkingen. Boeren die niet meededen met collectieven liepen het risico dat ze buiten werden gesloten van bepaalde gemeentelijke diensten. Boeren in Aragón die niet meededen met de associatie kon geen mensen in loondienst nemen, want die werknemers hadden dan het recht om de akkers te collectiviseren, waarbij alle werkenden evenveel zeggenschap hadden.

## Neergang
De Spaanse communisten wilden de anarchistisch-geïnspireerde coöperaties opdoeken, mede door de aanmoediging van de adviseurs uit de Sovjet-Unie. Kort na zijn aankomst in september 1936 rapporteerde generaal Vladimir Gorjev aan Moskou: “Een strijd tegen de anarchisten is absoluut onvermijdelijk na de zege over de Witten. Dat zal een zware strijd worden.” De Russische Pravda schreef op 10 december dat “het opruimen van trotskisten en anarchosyndicalistische elementen met dezelfde kracht zal gebeuren als in de USSR.” De collectieven werden tegengewerkt door het Ministerie van Oorlog die het recht had om bepaalde materialen van de bedrijven te onteigenen. De Spaanse regering maakte kredietverlening aan de arbeidersassociaties moeilijk, waardoor sommige gecollectiviseerde katoenfabrieken moesten sluiten. De Spaanse regering nationaliseerde het bankwezen en weigerde om deviezen te verlenen aan de gecollectiviseerde industrieën om machines in het buitenland te kopen.
In maart 1937 werden anarchistische organisaties in dorpen tussen Alicante en Murcia aangevallen door republikeinse politietroepen met tanks. De dorpelingen konden met de hulp van aangesnelde anarchosyndicalistische milities de aanvallers lange tijd weerstaan. De CNT-top dwong een staakt-het-vuren af. Tijdens de Meidagen van 1937 vielen de communisten de telefooncentrale van Barcelona aan, die sinds juli 1936 in handen was van de CNT. Hierop ontstonden er dagenlange gevechten tussen de communisten en de anarchisten. Deze gevechten eindigden in een wapenstilstand. Een communist werd in juni 1937 benoemd tot minister van economische zaken en hij begon de collectieven uit te sluiten bij grondstoffenleveringen.
In augustus 1937 werden landbouwcommunes in Aragón aangevallen door de Elfde Mobiele Divisie van de communist Enrique Lister, terwijl anarchistische milities aan het front vochten tegen de nationalisten. Deze aanvallen gingen gepaard met massale arrestaties en de gedwongen ontbinding van organisaties. Door de Elfde Mobiele Divisie werd ongeveer 30% van de collectieven vernietigd in Aragón, waarbij ook de gemeenschappelijke warenhuizen werden leeggeroofd. De rechtvaardiging voor deze operatie was dat de communisten de boeren bevrijdde omdat alle collectieve bedrijven onder dwang tot stand waren gekomen. Maar het feit dat ieder dorp een mengeling was van collectieven en privébedrijven betekende dat de boeren niet met geweld gedwongen waren mee te werken aan het gemeenschappelijke boerenbedrijf. In 20 dorpen in Aragón werd gedeeltelijk gedwongen collectivisatie toegepast, hoewel de CNT-leiding dat terugdraaide. Naar schatting waren er 150.000 boeren bij de aangevallen collectieven aangesloten. Een groot aantal collectieven werden opnieuw opgericht nadat Listers troepen vertrokken waren. De heroprichting van collectieven werd toegestaan door de regering en de communisten omdat de opheffing van de collectieven had geleid tot een verlamming van de landbouw. In de provincies Levante, Castilië, Huesca en Teruel werden soortgelijke aanvallen verricht. Op 22 augustus 1937 werd het arbeidszelfbestuur in de metaal- en de mijnindustrie verboden door de republikeinse regering. Ook moesten een paar maanden later de collectieven twee keer meer belasting betalen dan de privébedrijven. Vele collectieven bleven tot het einde van de Spaanse Burgeroorlog bestaan. Op 1 april 1939 werden de republikeinen verslagen en daarmee verdween ook het arbeiderszelfbestuur.